# Forum Sempronii
Forum Sempronii (grec antic: Φόρον Σεμπρώνιον) va ser una antiga ciutat de l'Úmbria situada a la via Flamínia, a la vall del Metaure (Metaurus) a uns 25 km de Fano (Fanum Fortunae) a la costa Adriàtica, segons Estrabó i l'Itinerari d'Antoní.
No se sap quant es va fundar ni el perquè del seu nom, però era l'única ciutat de la vall del Metaurus, entre la desembocadura i l'accés a la serra central dels Apenins, i per estar en una carretera molt freqüentada tenia certa importància al començament de l'Imperi i va ser un municipi romà, segons Plini el Vell.
En resta un teatre i altres ruïnes a uns 3 km de Fossombrone, que és la seu del bisbe que al segle v estava ubicat a Forum Sempronii. A uns 12 km té el cèlebre pas d'Intercisa o Furlo. Una gran batalla es va lliurar a les rodalies del Forum Sempronii, la batalla del Metaure, l'any 207 aC, on Asdrúbal Barca, el germà d'Hanníbal, va derrotar els cònsols romans Gai Claudi Neró i Marc Livi Salinàtor encara que no es coneix el lloc exacte.